# Hóp

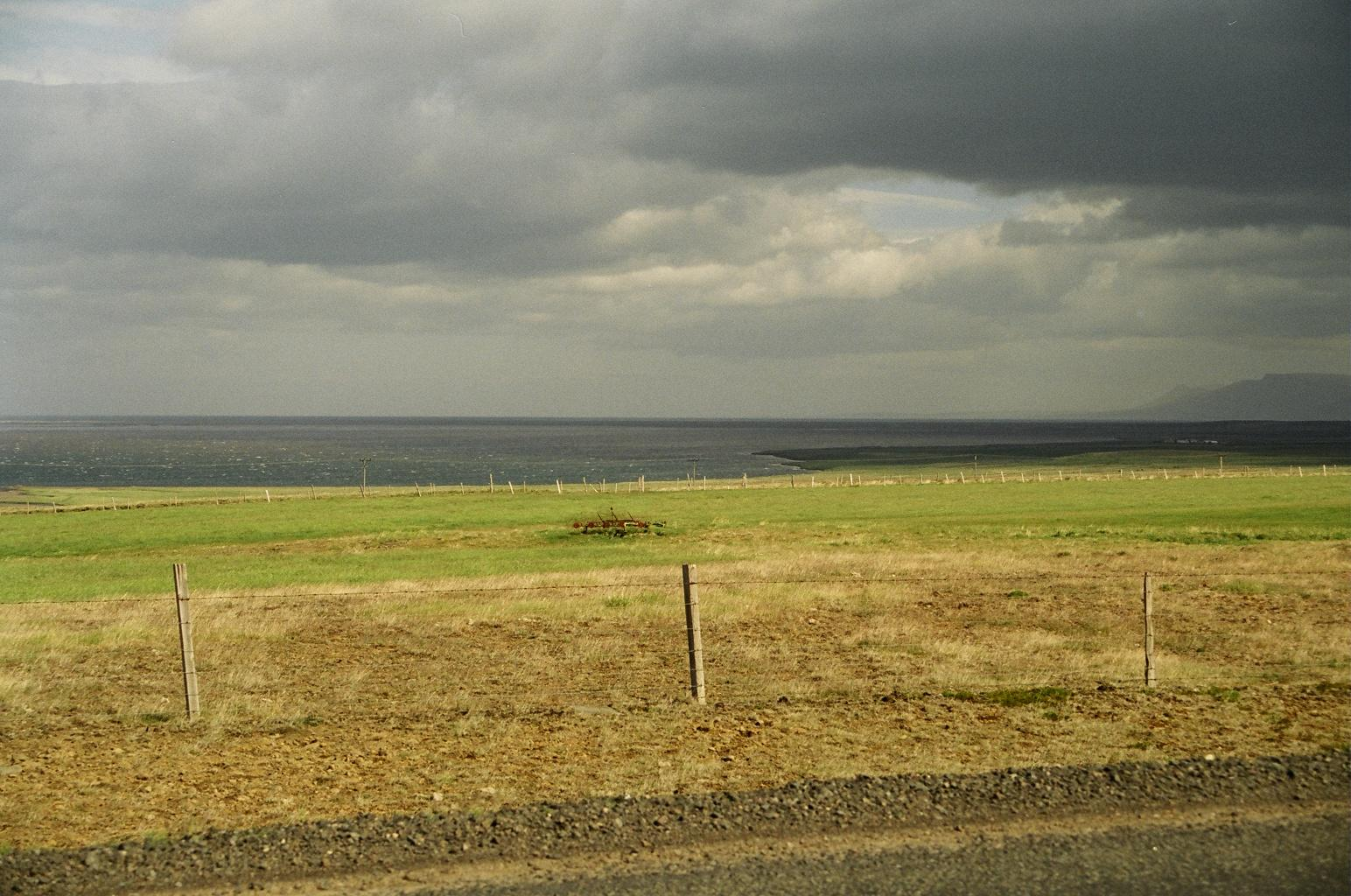
Hóp.

Hóp är en sjö, eller snarare lagun, i regionen Norðurland vestra på norra Island, cirka 35 km sydväst om Blönduós. Sjön står i förbindelse med Húnafjörður, men avskiljs från denna fjord av en smal landtunga med namnet Þingeyrasandur. Sjöns storlek varierar med tidvattnet, från 29 till 44 km². Dess största djup är 9 meter.
På nordöstra sidan av Hóp låg under medeltiden Islands största och rikaste kloster, Þingeyraklaustur.